# Dhajari Pipal
Dhajari Pipal – gaun wikas samiti w zachodniej części Nepalu w strefie Rapti w dystrykcie Salyan. Według nepalskiego spisu powszechnego z 2011 roku liczył on 1117 gospodarstw domowych i 5914 mieszkańców (3036 kobiet i 2878 mężczyzn).